# PgAdmin
pgAdmin ist eine Open-Source-Software zur Entwicklung und Administration von PostgreSQL-Datenbanken und davon abgeleiteten Datenbanken wie EnterpriseDB Postgres Plus Advanced Server oder Greenplum. Eine graphische Benutzeroberfläche erleichtert die Administration von Datenbanken. Der Editor für SQL-Abfragen enthält ein graphisches EXPLAIN, mit dessen Hilfe sich performantere Abfragen erstellen lassen. Durch eine native Anbindung an PostgreSQL ermöglicht das GUI den Zugriff auf die gesamte PostgreSQL-Funktionalität.
Die Software wird in Versionen für die Betriebssysteme Linux, Mac OS X, FreeBSD, Solaris und Windows angeboten.

## Beispiele

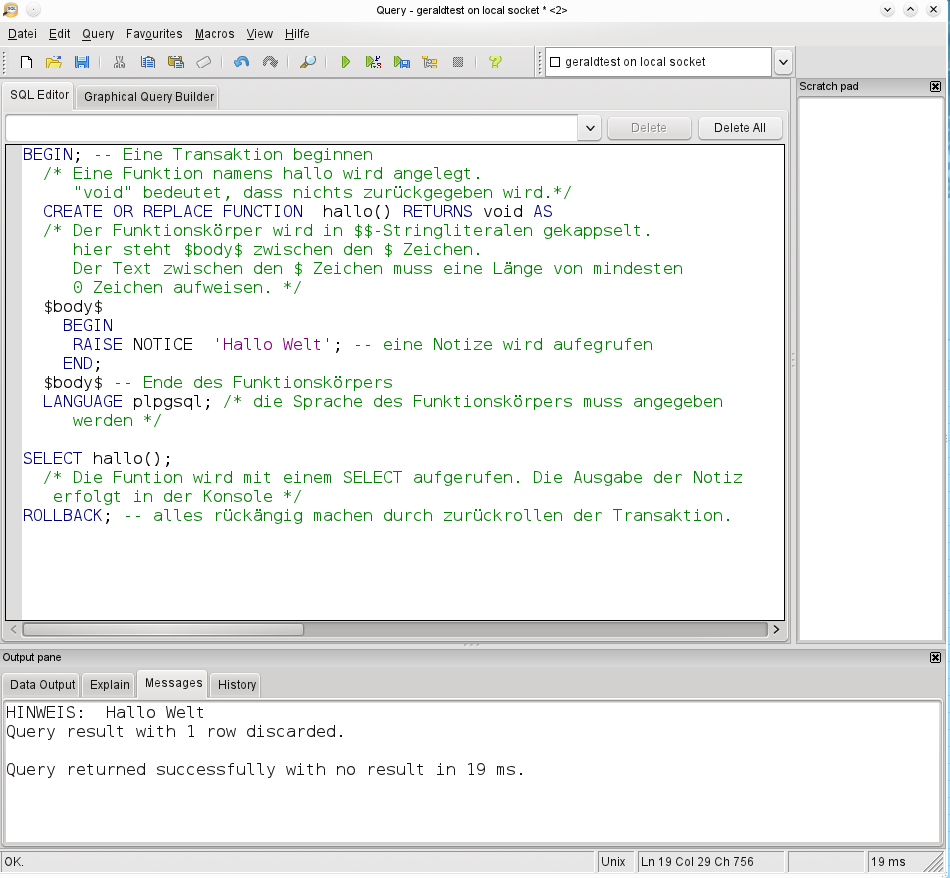
Erstellen einer Funktion im SQL-Fenster
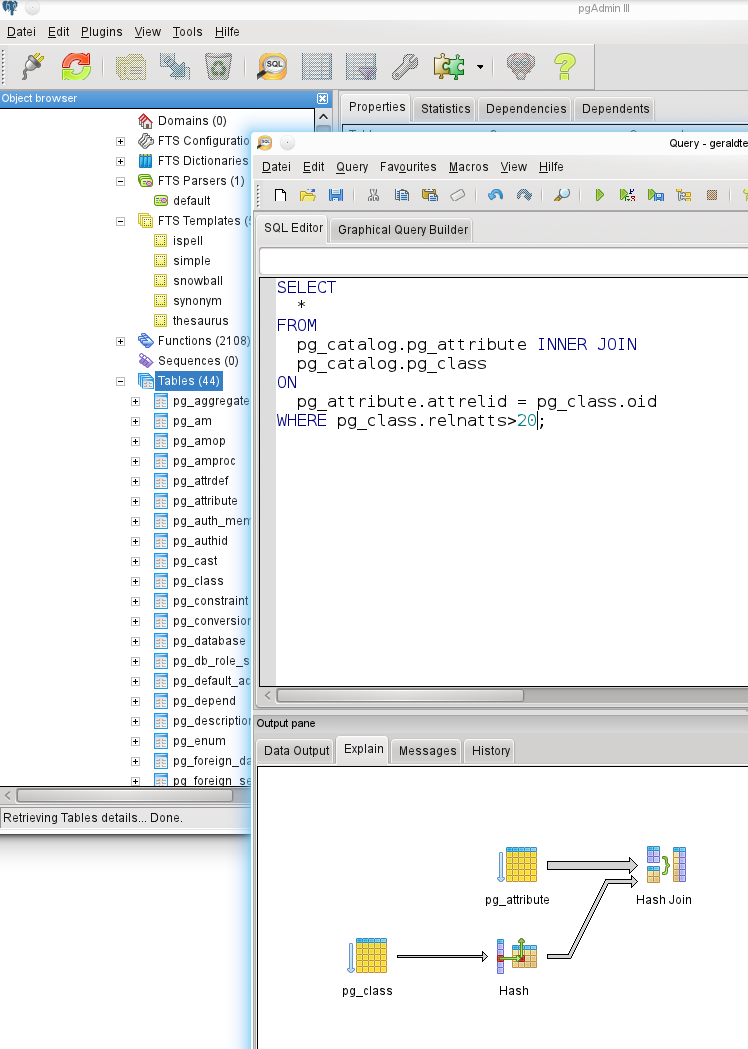
Abfragefenster mit einer graphischen Darstellung des EXPLAIN
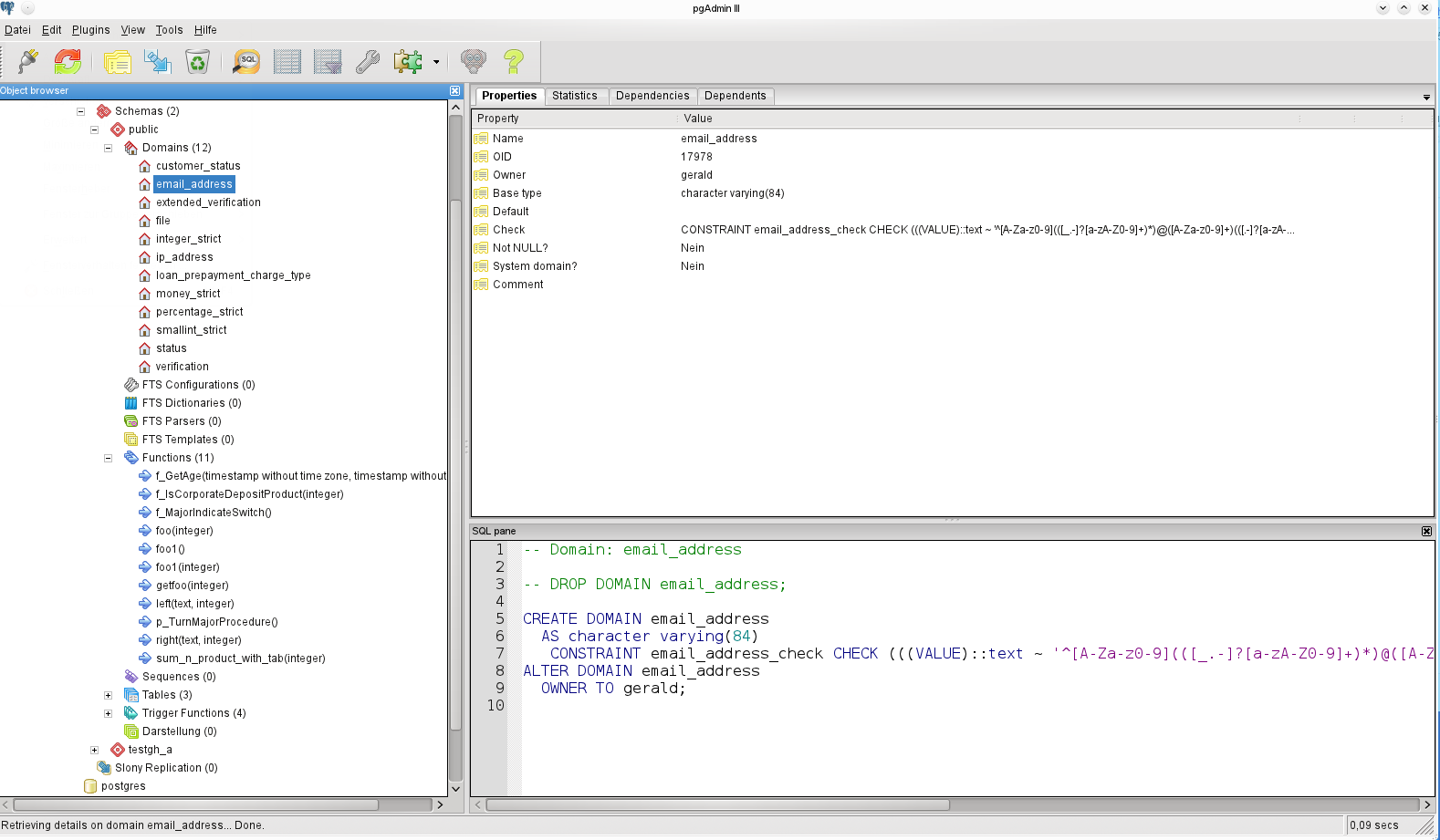
Überblick über die Objekte mit Quellcode

## Entwicklung
pgAdmin ist ein Open-Source-Projekt. Die Weiterentwicklung wird derzeit von Dave Page, einem leitenden Softwarearchitekt von EnterpriseDB, koordiniert. Die Software ist auch Basis für die Management-Tools von EnterpriseDB. Mit dieser Erweiterung lassen sich unbeschränkt viele Server gleichzeitig steuern. pgAdmin ist programmiert in Python und jQuery mit Bootstrap, unter Nutzung des Flask Frameworks.
Ein weiteres, auf PHP basierendes Administrationstool für PostgreSQL ist phpPgAdmin.